# Westgat (Zeeland)
De vaargeul Westgat is een betonde vaargeul in Nederlandse territoriale wateren voor de kust van de provincie Zeeland, noordwest van Walcheren, en zuidwest van Schouwen-Duiveland.
De vaargeul is ongeveer 14 km lang en loopt vanaf de Noordzee (aanloop naar het Oostgat) oostwaarts naar het knooppunt van de vaargeulen Oude Roompot en Geul van de Banjaard.
Het water is zout en heeft een getij.
De vaargeul Westgat is te gebruiken voor schepen tot en met CEMT-klasse Va.
Het Westgat valt binnen het Natura 2000-gebied Voordelta.